# Luís Correia (kommun)
Luís Correia är en kommun i Brasilien.   Den ligger i delstaten Piauí, i den nordöstra delen av landet, 1 600 km norr om huvudstaden Brasília. Antalet invånare är 28 422.
Följande samhällen finns i Luís Correia:
- Luís Correia

Omgivningarna runt Luís Correia är huvudsakligen savann. Runt Luís Correia är det ganska glesbefolkat, med 22 invånare per kvadratkilometer.